# Вардалэ, Михай
Михай Вардалэ (рум. Mihai Vardală; 1903 — неизвестно) — румынский регбист, крыльевой и фланкер. Бронзовый призёр летних Олимпийских игр 1924 года.

## Биография
Михай Вардалэ родился в 1903 году.
Играл в регби за «Стадиул Ромын» из Бухареста.
В 1924 году вошёл в состав сборной Румынии по регби на летних Олимпийских играх в Париже и завоевал бронзовую медаль. Играл на позиции крыльевого в матче со сборной США (0:37) и на позиции фланкера в поединке со сборной Франции (3:61), провёл 2 матча, очков не набирал.
Матчи на Олимпиаде стали для Вардалэ единственными, которые он провёл в составе сборной Румынии.
О дальнейшей жизни данных нет.

## Память
6 июня 2012 года в составе сборной Румынии, завоевавшей бронзу летних Олимпийских игр 1924 года, введён в Зал славы регби.